# Silene capitata
Silene capitata  (лат.) — вид двудольных растений рода Смолёвка (Silene) семейства Гвоздичные (Caryophyllaceae). Растение впервые описано в 1901 году российским ботаником Владимиром Леонтьевичем Комаровым.
Синонимичное название — Melandrium capitatum Kom. ex Mori, 1922.

## Распространение, описание
Распространён в Китае (провинция Гирин) и Южной Корее.
Многолетнее травянистое растение. Стебель разветвлённый, высотой 20—40 см, покрыт густыми ворсинками. Лист черешковый, широкояйцевидный или сердцевидно-яйцевидный, размером около 2×1—1,5 см, с ворсинчатой поверхностью с обеих сторон. Соцветие головчатое. Семена почковидные.